# Lilesville, North Carolina
Lilesville, North Carolina (енгл. Lilesville) град је у америчкој савезној држави Северна Каролина.

## Демографија
По попису из 2010. године број становника је 536, што је 77 (16,8%) становника више него 2000. године.
| Група             | 2000.       | 2010.       |
| Белци             | 239 (52,1%) | 257 (47,9%) |
| Афроамериканци    | 218 (47,5%) | 265 (49,4%) |
| Азијати           | 0 (0,0%)    | 1 (0,2%)    |
| Хиспаноамериканци | 1 (0,2%)    | 4 (0,7%)    |
| Укупно            | 459         | 536         |